# Alex Gersbach
Alex Gersbach (Sutherland, 1997. május 8. –) ausztrál válogatott labdarúgó, a Grenoble játékosa
Részt vett a 2016-os U19-es ázsia-bajnokságon és a 2017-es konföderációs kupán.

## Statisztika
| Válogatott | Szezon   | Mérkőzés | Gól |
| ---------- | -------- | -------- | --- |
| Ausztrália | 2016     | 2        | 0   |
| Ausztrália | 2017     | 0        | 0   |
| Összesen   | Összesen | 2        | 0   |

## Sikerei, díjai
- Rosenborg BK
  - Norvég bajnok: 2016, 2017, 2018
  - Norvég kupa: 2016, 2018
  - Mesterfinalen: 2017